# Live aus dem Alabama
Live aus dem Alabama (später Live aus dem Schlachthof und Live aus dem Nachtwerk) war der Titel des renommierten wöchentlichen Jugendmagazins des Bayerischen Rundfunks (BR). Namensgeber der Sendung waren die Aufzeichnungsorte – beginnend mit der Alabama-Halle in München –, aus denen live gesendet wurde.
Inhaltlich lag der Schwerpunkt auf Diskussionen über Themen wie AIDS, Rechtsradikalismus, Drogen und Okkultismus. Abgeschlossen wurden die Gesprächsrunden mit Musikkonzerten (u. a. Böhse Onkelz, Die Ärzte, Eros Ramazzotti, Smashing Pumpkins).

## Geschichte
Erstmals ausgestrahlt wurde Live aus dem Alabama am 2. Januar 1984 im Dritten Programm des Bayerischen Rundfunks. Die Sendung war von Anfang an sehr erfolgreich. 1986 erhielt der Redakteur Gerd Aschmann den Sonderpreis Live des Adolf-Grimme-Preises für eine Diskussion zum Thema AIDS. Am 18. Oktober 1984 wurde eine Sendung im Hauptabendprogramm des Ersten Programms ausgestrahlt, als Beitrag des BR zu einer Reihe von ARD-Jugendabenden, die 1983/1984 von den einzelnen ARD-Anstalten nacheinander präsentiert wurden. Von 1986 bis 1994 wurde das Magazin als Koproduktion mit dem Hessischen Rundfunk produziert. Das ZDF entwickelte nach dem Vorbild von Live aus dem Alabama die Sendereihe Doppelpunkt, die in 3sat wiederholt wurde.
Der Aufzeichnungsort der Sendung wechselte mehrmals, womit auch jeweils ein Namenswechsel verbunden war: nach dem Abriss der ersten Alabama-Halle zog die Sendung 1988 in das Wirtshaus im Schlachthof um. Aus Frankfurt am Main wurde ab 1986 einmal im Monat bis zu dessen Abriss im dortigen ehemaligen Schlachthof aufgezeichnet, später im Südbahnhof. 1991 bis 1994 wurde aus dem Nachtwerk gesendet, 1994/95 aus der (neuen) Alabama-Halle auf dem Gelände der ehemaligen Funkkaserne. Zuletzt kehrte die Sendung zurück in den Schlachthof. Die Sendereihe änderte Stil und Schwerpunkt mehrmals, um sich das Forum der Kernklientel zu erhalten. Ab 1996 gelang das zunehmend weniger. Deshalb entschied der Bayerische Rundfunk das Ende der Sendereihe mit der letzten Ausgabe am 18. Dezember 1997. Die Nachfolgesendung wurde die Sendereihe quer.

## Das Alabamaprinzip
Die Sendereihe verstand sich als Forum für die Themen Jugendlicher. Dies bezog sich auf die Themenwahl und den Stil. Jugendliche diskutierten die unterschiedlichen Standpunkte und Positionen offen und kontrovers in der ihnen eigenen Sprache und live. Das verlieh der Reihe Authentizität. In die Sendung konnte jeder, der mitreden wollte. Alabamaprinzip war, dass man sich als Gast bei Jugendlichen begriff und nicht umgekehrt. Dieser journalistische Ansatz wurde rasch von der Zielgruppe akzeptiert. Die Sendung war auch der Rahmen für die Comedyreihe Die Zeit ist reif für Ernst Eiswürfel. Jede Ausgabe verstand sich als Sendefläche, bestehend aus der erwähnten Diskussion, einem Livekonzert und in den ersten Jahren der Musikvideosendung Formel Eins. Viele international bekannte Musikgruppen hatten Liveauftritte in Live aus dem Alabama: Trio, Eros Ramazzotti, Erste Allgemeine Verunsicherung, Billy Idol, Smashing Pumpkins u. v. m. Einige später erfolgreiche deutschsprachige Musikgruppen wurden erst durch die Sendung einem größeren Publikum bekannt, z. B. J.B.O., Hubert von Goisern und Fiddler’s Green.

## Moderatoren und Redaktion
Live aus dem Alabama war für eine Reihe von später sehr bekannten Moderatoren das Sprungbrett ihrer Karriere und hatte daher lange Zeit den Ruf einer Kaderschmiede. Zu den Moderatoren der ersten Stunde zählen Christian Eckert, Amelie Fried (später Talkshow-Moderatorin), der Comedian Eisi Gulp, Sabine Noethen (später Nachrichtensprecherin bei N24), Werner Schmidbauer (der heute noch eine Reihe von Sendungen im BR moderiert) und Giovanni di Lorenzo (später Chefredakteur der Wochenzeitung Die Zeit und Moderator der Talkshow 3 nach 9). Ab 1985 wurden die zuvor wechselnden Moderatoren-Teams für zwei Jahre durch Günther Jauch als festen Moderator ersetzt. Später präsentierten auch Sandra Maischberger (ab 1989) und Anna Bosch (ab 1996) die Reihe. Die Redaktion der Sendereihe lag in den ersten Jahren bei Jürgen Barto, Christian Eckert und Ernst Geyer, anschließend bei Sonja Kochendörfer und Wolfgang Mezger. Letzterer entwickelte die Nachfolgesendung quer. Für zwei Jahre Mitte der 1980er Jahre war Thomas Gruber, der spätere Intendant des Bayerischen Rundfunks, für die Sendereihe verantwortlich.

## Liste der Moderatoren
- Christoph Bauer
- Catrin Berger
- Anna Bosch
- Christian Eckert
- Fritz Egner
- Amelie Fried
- Eisi Gulp
- Michaela Haas
- Georg Holzach
- Birgit Klaus
- Jan Krüger
- Claus Kruesken[2]
- Giovanni di Lorenzo
- Günther Jauch
- Sandra Limoncini[3]
- Sandra Maischberger
- Sabine Noethen
- Martina Regel (HR)[4]
- Werner Schmidbauer
- Benny Schnier
- Jacqueline Stuhler
- Barbara Stöckl

Quelle